# Solanum lycocarpum
Espèce
Classification phylogénétique
Solanum lycocarpum est une espèce de plantes à fleurs dicotylédones de la famille des Solanaceae.
C'est un arbrisseau à feuilles persistantes commun dans les savanes brésiliennes. 
Son fruit constitue 50 % du régime alimentaire du Loup à crinière.

## Distribution et habitat

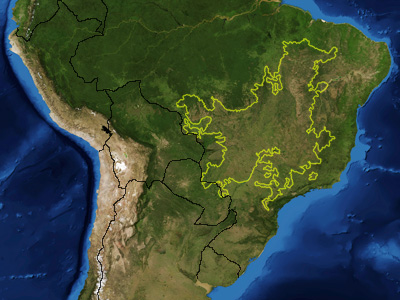
Limites de l'écorégion du Cerrado.

L'aire de répartition de Solanum lycocarpum s'étend principalement dans le Cerrado, région de savane située en Amérique du Sud, principalement au Brésil.
Cette espèce se rencontre également dans d'autres régions brésiliennes, comme les États de Paraná, Rio de Janeiro, Pará et Amazonas. 
C'est une plante commune dans les zones perturbées par l'homme, comme les bords de route, où elle se comporte comme une espèce pionnière.

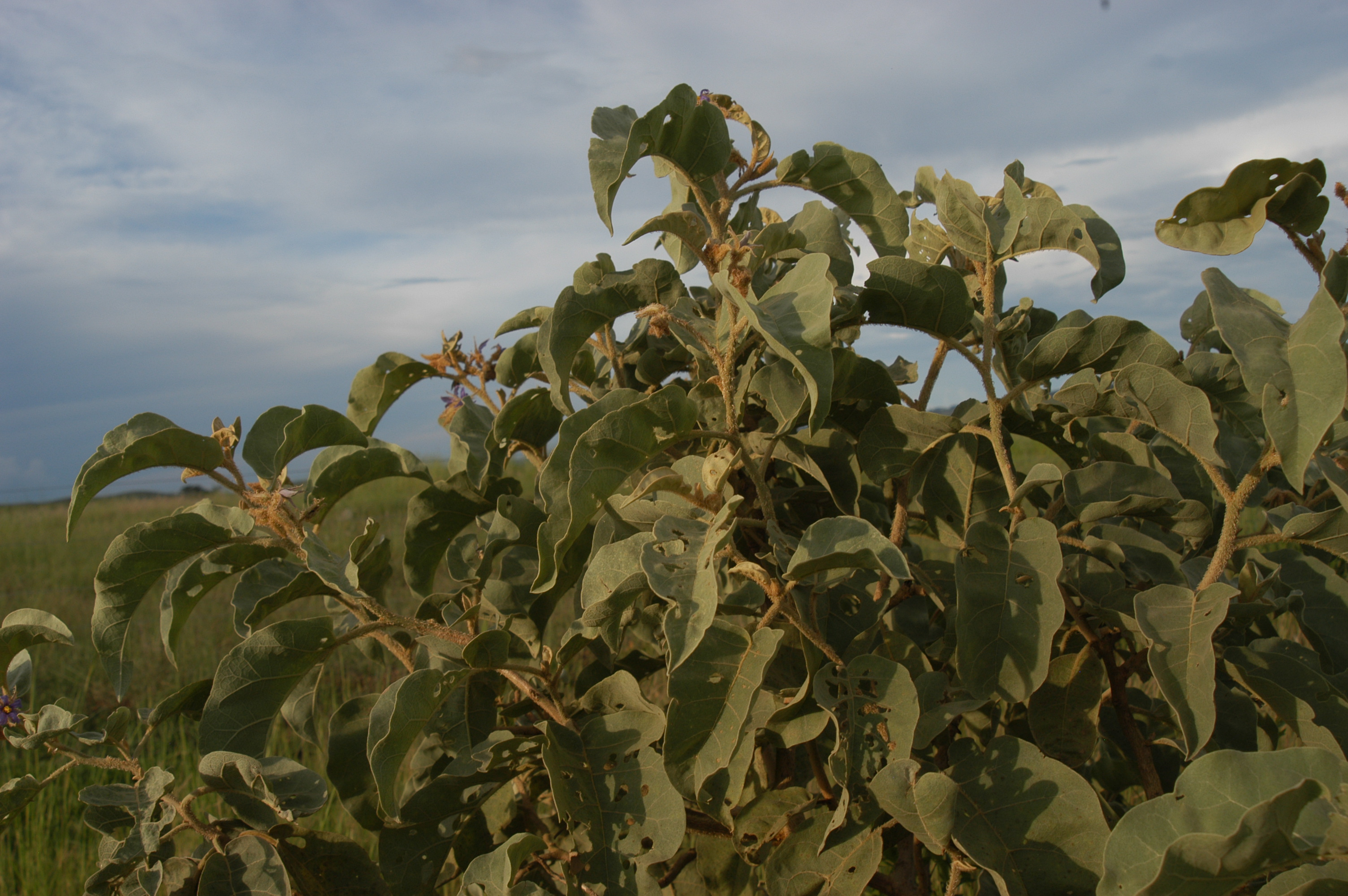
Feuilles de Solanum lycocarpum
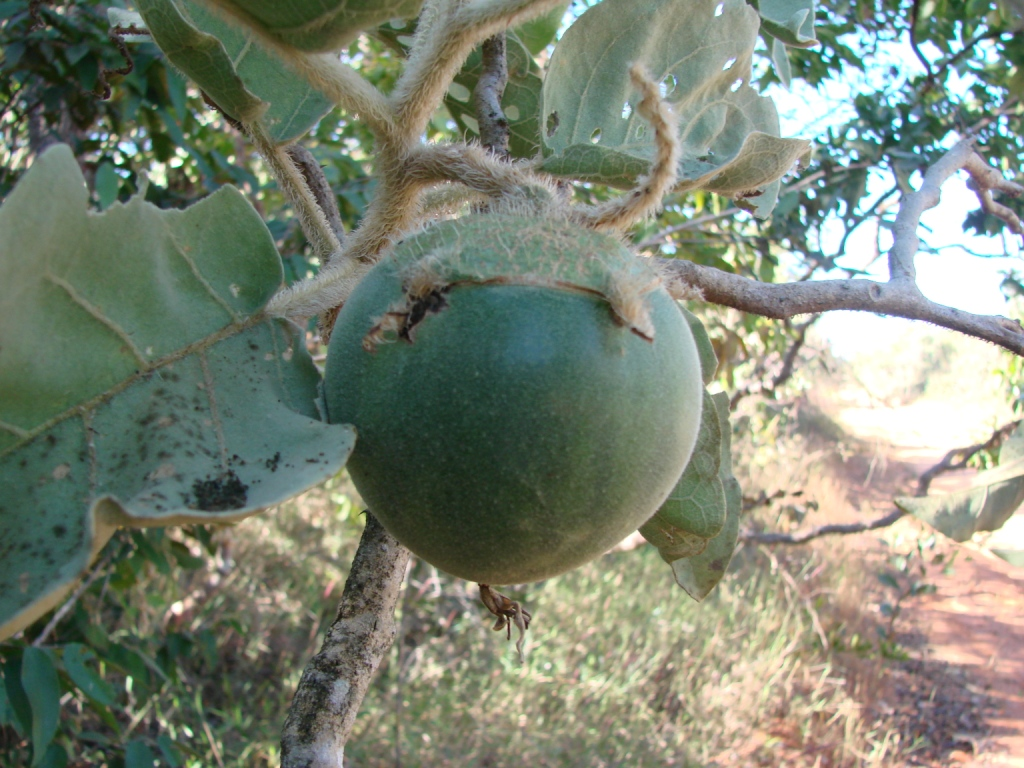
Un fruit du Loup
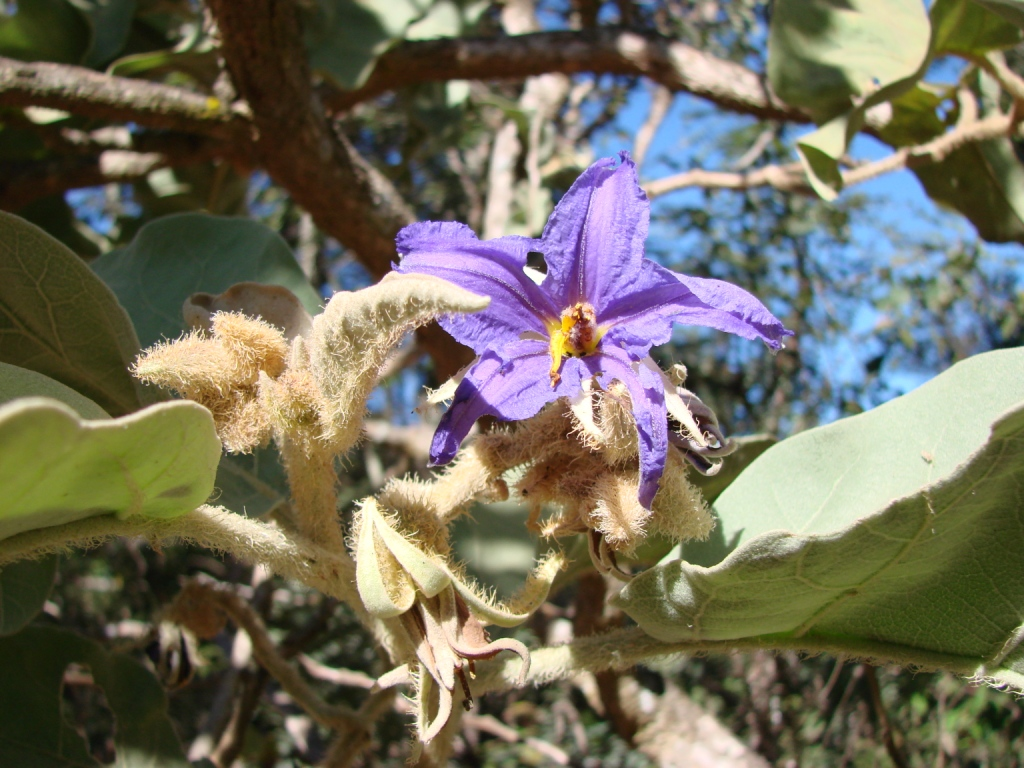
Fleur et feuilles

## Synonymes
Selon Catalogue of Life (8 mars 2016) :
- Solanum grandiflorum f. apaense Chodat & Hassl.,
- Solanum grandiflorum var. macrocarpum Hassl.,
- Solanum grandiflorum f. paraguariensis Chodat & Hassl.,
- Solanum grandiflorum var. pulverulentum Sendtn.,
- Solanum lycocarpum var. decalvatum Witasek,
- Solanum lycocarpum var. genuinum (A.St.-Hil.) Hassl.,
- Solanum lycocarpum var. macrocarpum (Hassl.) Hassl.,
- Solanum lycocarpum subsp. macrophyllum Hassl.,
- Solanum lycocarpum var. paraguariense (Chodat & Hassl.) Hassl.,
- Solanum rupincola var. macrocarpum (Hassl.) Chodat,
- Solanum undatum Walsh.